# Kapala atrata
Kapala atrata är en stekelart som först beskrevs av Walker 1862.  Kapala atrata ingår i släktet Kapala och familjen Eucharitidae. Inga underarter finns listade i Catalogue of Life.